# Manuel d'Oxford
Le manuel d'Oxford désigne deux ouvrages différents publiés par l'Institut de droit international, qui rassemblent des règles relatives à la conduite de la guerre. Le Manuel des lois de la guerre sur terre, adopté en 1880, contient des règles pour la guerre sur terre et a été une base importante de la Convention de La Haye de 1899 et 1907 concernant les lois et coutumes de la guerre sur terre. En 1913, le Manuel des lois de la guerre maritime a été publié, contenant des règles pour la guerre sur mer. Une version modernisée du Manuel d'Oxford de 1913 a été adoptée en 1994 sous le nom de Manuel de Sanremo. 

## Manuel d'Oxfordde 1880
Après l'échec de la conférence de Bruxelles de 1874 dont les conclusions n'ont pas été ratifiées, l'Institut de droit international a nommé un comité pour examiner la déclaration de Bruxelles et soumettre des propositions. Cela a conduit à la rédaction du Manuel d’Oxford, adopté à l'unanimité 1880 par l'Institut de droit international lors de sa sixième session le 9 septembre 1880, à Oxford, sous le titre Manuel des lois de la guerre sur terre, ou, en anglais, The Laws of War on Land (« Les règles de la guerre terrestre »), contenant 86 articles sur la guerre terrestre.
Ce texte était principalement destiné à servir de base à la législation nationale sur la loi martiale dans les États de l'époque, car les membres de l'Institut ne considéraient pas encore le moment était venu d'un accord international sur ce sujet. Ce manuel n'avait aucun caractère contraignant en droit international. Cependant, il a constitué une base importante pour les accords ultérieurs dans ce domaine, tels que la première conférence de La Haye de 1899 et la seconde conférence de La Haye de 1907, les Conventions de Genève pour le traitement des prisonniers de guerre et de la population civile de 1929 et 1949, et la Convention de La Haye de 1954 pour la protection des biens culturels en cas de conflits armés.
Le Manuel d'Oxford de 1880 a défini et réaffirmé un certain nombre de principes fondamentaux de la guerre déjà énoncés dans les actes de la conférence de Bruxelles :
- interdiction d'utiliser des substances toxiques en temps de guerre,
- interdiction de tuer un ennemi sans défense ou qui se rendait,
- interdiction de donner l'ordre de ne pas faire de quartier,
- interdiction de l'utilisation abusive du drapeau parlementaire, des drapeaux nationaux des parties en conflit et de l'emblème protecteur de la Convention de Genève de 1864, mais aussi d'éviter les souffrances inutiles et l'interdiction de trahison. En ce qui concerne le traitement des soldats blessés et malades, le Manuel adopte les règles de la première Convention de Genève de 1864. Concernant l'internement des prisonniers de guerre, la captivité n'est pas une mesure punitive ni un acte de vengeance, et les prisonniers de guerre doivent être traité humainement en conséquence.

## Manuel d'Oxfordde 1913
Dans sa 27e session tenue à Oxford le 9 août 1913, l'Institut de droit international a adopté le Manuel des lois de la guerre maritime, en anglais, Manual of the Laws of Naval War. Ce Manuel contenait des règlements sur la guerre navale analogues au Manuel de 1880. Ce Manuel comprenait 116 articles et un article complémentaire. À la différence du Manuel de 1880 qui n'était basé sur aucun accord international et visait à servir de modèle pour une législation nationale, le Manuel de 1913 était en grande partie un résumé des règles déjà en vigueur dans le droit international avec la Déclaration de Paris de 1856 et le biais de plusieurs des Conventions de La Haye de 1907.
Le Manuel d'Oxford de 1913 a repris certains principes essentiels du Manuel d'Oxford de 1880, avec éventuellement une adaptation nécessaire à la guerre navale. Par exemple, l'interdiction de tuer un ennemi incapable de se rendre ou qui se rendait a été complétée par une interdiction de couler les navires ennemis qui se rendaient jusqu'à ce que l'équipage ait abandonné le navire. L'utilisation de torpilles, qui ne devenaient pas inefficaces si elles manquaient leur cible, et les mines de contact étaient également interdites dans les eaux libres qui ne font pas partie du territoire de l'une des parties au conflit. Les règles comprenaient également l'obligation de retirer toutes les mines dans la mesure du possible après la fin de la guerre.

## Sources